# Lo scultore
Lo scultore è un graphic novel dello scrittore e fumettista statunitense Scott McCloud pubblicato nel 2015 sia in versione originale che in lingua italiana.

## Trama
David Smith è uno squattrinato e depresso scultore di ventisei anni che abita a New York. Un giorno, in una tavola calda, David incontra la Morte, che ha preso le sembianze del suo defunto zio Harry. Quest'ultimo offre al protagonista un'occasione unica: David potrà scolpire ciò che vuole su qualsiasi materiale con il solo uso delle mani, ma tale potere durerà per 200 giorni, al termine dei quali David morirà. Nella speranza di riuscire a scolpire qualcosa per cui essere ricordato, David accetta la proposta, ma qualche giorno dopo incontra e si innamora della stravagante attrice Meg. Per la prima volta David si sente vivo e importante per qualcuno, e a questo punto non è più sicuro di essere disposto a morire nel giro di così poco tempo.

## Edizioni
- Scott McCloud, Lo scultore, traduzione di Michele Foschini, I° edizione, Bao, 2015,  p. 488, ISBN 978-88-6543-279-2.